# Покупсько
Покупсько (хорв. Pokupsko) — населений пункт на заході Хорватії, у Загребській жупанії, адміністративний центр однойменної громади, до якої входить 14 населених пунктів. 
Покупсько лежить на лівому березі річки Купа на важливому перетині транспортних шляхів Велика Гориця—Глина і Сисак—Карловаць.

## Історія
Місцева церква, оточена захисними мурами, була одним із головних оборонних укріплень проти османської навали. У Покупському свого часу був парафіяльним священиком хорватський поет і діяч національного відродження Павао Штоос, де він і помер. У недавній війні в Хорватії село опинилося на передовій лінії оборони, зазнавши важких випробувань і великих руйнувань з боку сербських загарбників. До територіальної реорганізації в Хорватії 1996 року Покупсько входило до складу старої громади Велика Гориця, прилеглої до Загреба.

## Населення

### Громада
Населення громади за даними перепису 2011 року становило 2 224 осіб. Населення самого поселення становило 235 осіб.
Динаміка чисельності населення громади:
Динаміка чисельності населення центру громади:
За переписом 1991 року абсолютну більшість населення села становили хорвати (267 осіб або 92,38%).

## Населені пункти
Крім поселення Покупсько, до громади також входять: 
- Аугуштановець
- Цер'є-Покупсько
- Цветнич-Брдо
- Гладовець-Покупський
- Хотня
- Лієвий Дегой
- Лієві Штефанки
- Лукинич-Брдо
- Опатія
- Рожениця
- Стрезоєво
- Шестак-Брдо
- Згурич-Брдо

## Клімат
Середня річна температура становить 10,65°C, середня максимальна – 25,02°C, а середня мінімальна – -6,01°C. Середня річна кількість опадів – 978 мм.
| Клімат поселення                              | Клімат поселення | Клімат поселення | Клімат поселення | Клімат поселення | Клімат поселення | Клімат поселення | Клімат поселення | Клімат поселення | Клімат поселення | Клімат поселення | Клімат поселення | Клімат поселення | Клімат поселення |
| Показник                                      | Січ.             | Лют.             | Бер.             | Квіт.            | Трав.            | Черв.            | Лип.             | Серп.            | Вер.             | Жовт.            | Лист.            | Груд.            |                  |
| Середній максимум, °C                         | 6,69             | 8,50             | 13,03            | 17,41            | 21,89            | 25,02            | 24,47            | 23,80            | 20,18            | 15,06            | 9,18             | 5,18             |                  |
| Середня температура, °C                       | 0,34             | 2,16             | 6,68             | 11,08            | 15,55            | 18,69            | 20,40            | 19,72            | 16,10            | 10,99            | 5,09             | 1,10             |                  |
| Середній мінімум, °C                          | −6,01            | −4,2             | 0,34             | 4,72             | 9,21             | 12,32            | 16,31            | 15,66            | 12,01            | 6,91             | 1,02             | −2,98            |                  |
| Норма опадів, мм                              | 59               | 56               | 67               | 77               | 83               | 96               | 87               | 92               | 93               | 95               | 98               | 75               |                  |
| Середньомісячна швидкість вітру, м/с          | 1.65             | 1.80             | 2.20             | 2.10             | 1.92             | 1.80             | 1.70             | 1.60             | 1.56             | 1.60             | 1.70             | 1.70             |                  |
| Середньомісячна сонячна радіація, кДж/м²·день | 4223             | 6941             | 10554            | 15054            | 19259            | 21159            | 22391            | 19368            | 14225            | 8806             | 4662             | 3395             |                  |
| --------------------------------------------- | ---------------- | ---------------- | ---------------- | ---------------- | ---------------- | ---------------- | ---------------- | ---------------- | ---------------- | ---------------- | ---------------- | ---------------- | ---------------- |
| Джерело:                                      |                  |                  |                  |                  |                  |                  |                  |                  |                  |                  |                  |                  |                  |